# Свято-Успенский монастырь (Орёл)
Монастырь в честь Успения Пресвятой Богородицы  в городе Орле — мужской монастырь Орловской епархии Русской православной церкви.

## История
Монастырь возник в 1655 году при Богоявленской церкви крепости Орёл, построенной в 1641 году, на территории Острога большого (Острога стоячего). После пожара в июле 1673 года иеромонах Евфимий начал восстанавливать монастырь, превратив его в богатый и процветающий. В 1676 году Евфимием с разрешения патриарха Иоакима на Ввозной горе была основана Успенская пустынь с деревянной церковью.

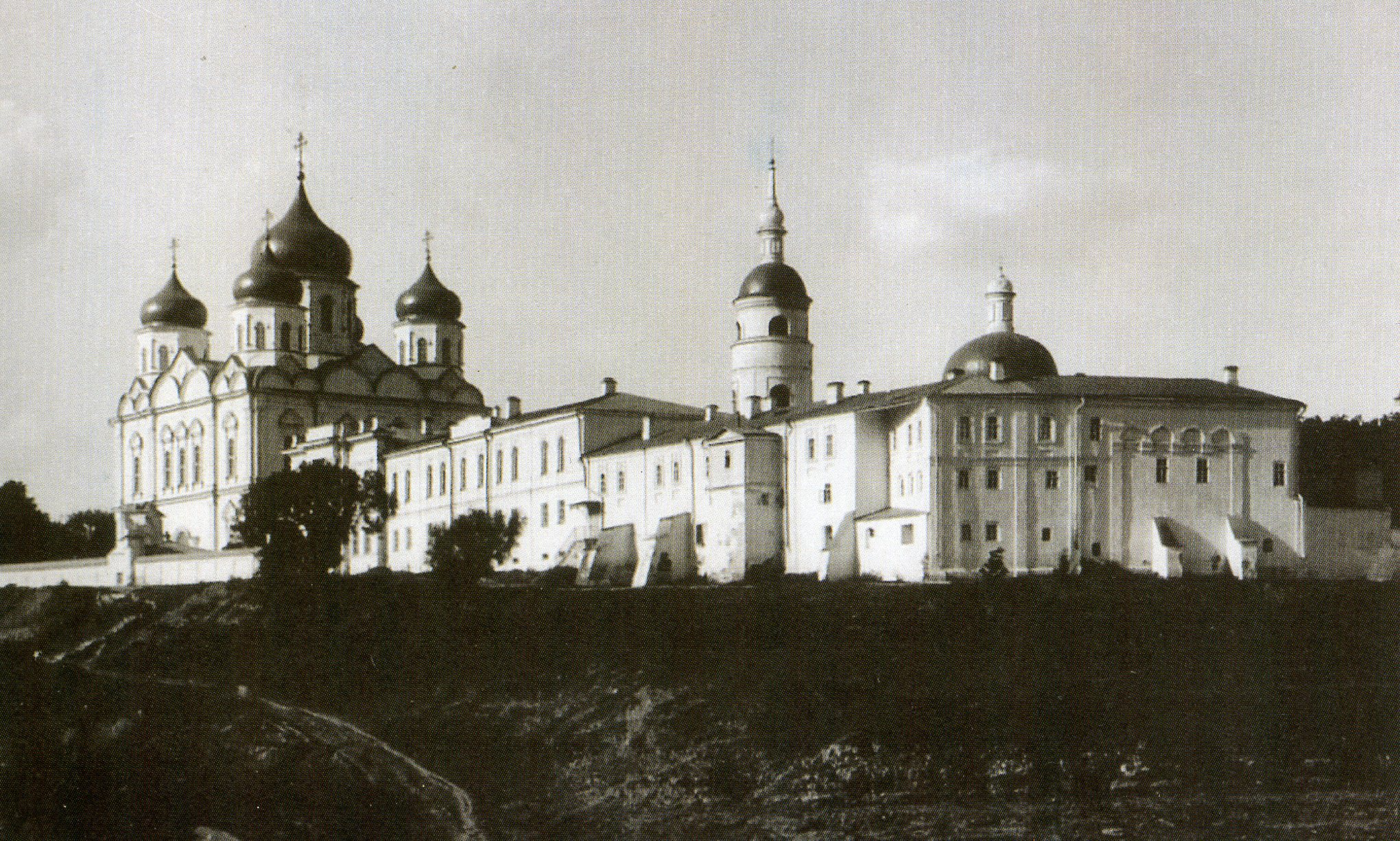
Троицкий и Успенский соборы мужского монастыря, начало XX века

В 1680 году Богоявленский монастырь вновь сгорел. Огонь пощадил лишь Богоявленский собор, поныне находящийся на прежнем месте. Монастырь было решено перенести на другое, более удобное место — вниз по Оке, на Ввозной горе. В 1684 году была воздвигнута деревянная церковь в память Успения Пресвятой Богородицы, с приделом апостолов Петра и Павла и монастырь стал называться Свято-Успенским. Строитель Евфимий с 1686 года, по актам, встречается уже в звании игумена и управляет монастырём около полувека.

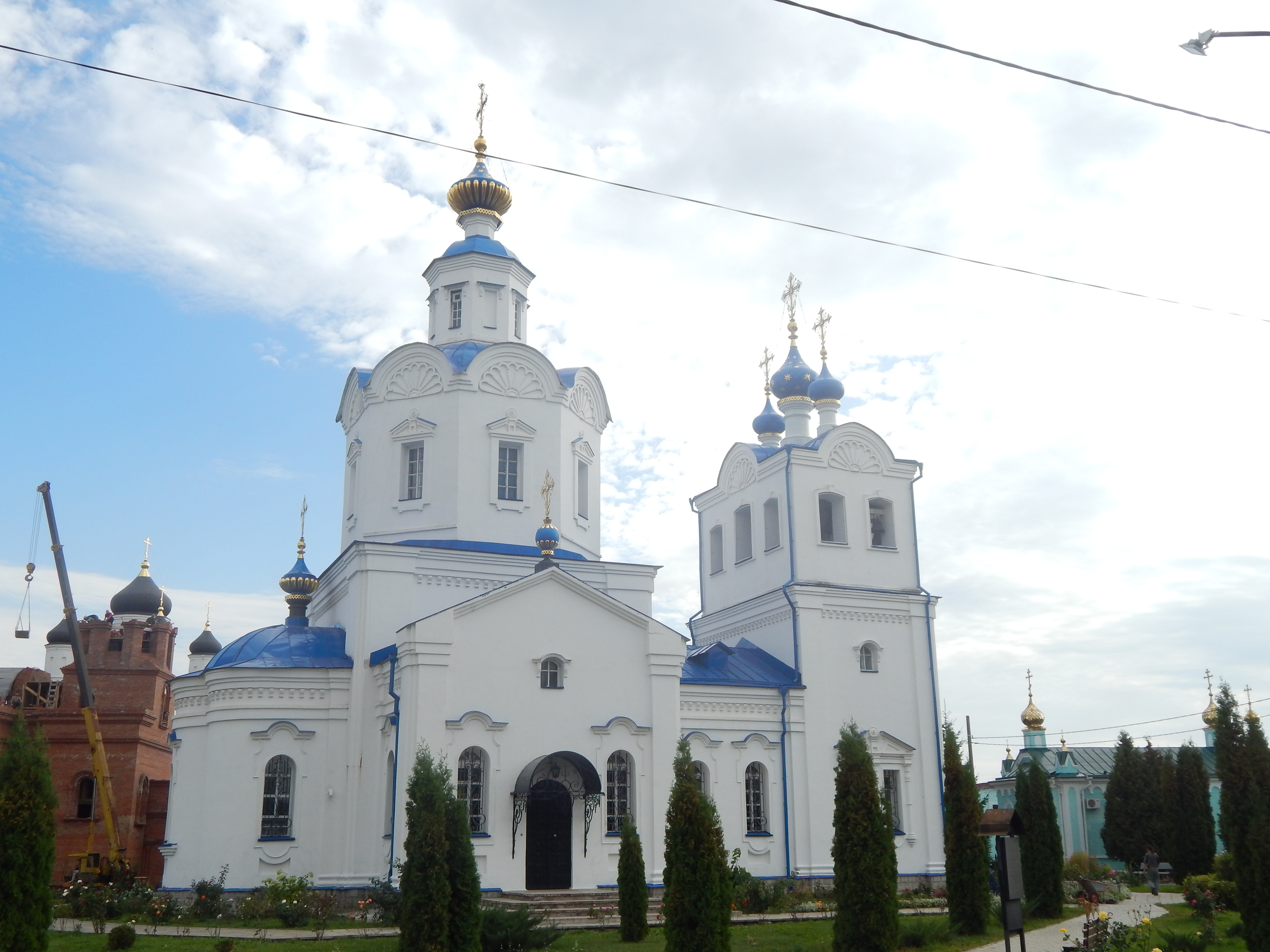
Церковь Успения Пресвятой Богородицы

В 1688 году по благословению архиепископа Коломенского и Каширского Никиты началось строительство каменной Успенской церкви с колокольней. В день закладки церкви из бывшего Богоявленского монастыря крестным ходом в дар и благословение новой обители от старца Феодосия и прозорливого схимонаха Антония с братией была принесена икона, написанная древним византийским письмом, она почиталась чудотворною и стала на протяжении всей последующей истории монастыря его святыней; 11 апреля того же года храм был уже освящён. Рядом с трапезной храма построили колокольню, на которую со временем подняли восемь колоколов: весом 20 пудов, 44 и 81 пуд и 5 меньших.
В 1691 году рядом с Успенской церковью была поставлена деревянная Никольская. В 1693 году завершена постройка надвратной кирпичной Петропавловской церкви. В 1700 году вместо деревянной Никольской церкви была построена кирпичная церковь Рождества Иоанна Предтечи. В конце XVII — начале XVIII вв. были возведены кирпичные двухэтажные настоятельский и келейный корпуса, пивоварня и солодовня, ограда с башенками и воротами. В 1725 году монастырь был приписан к Коломенскому архиерейскому дому, в 1764 году в монастыре была учреждена архимандрия.
По указу № 6699 Святейшего Синода от 22 декабря 1819 года резиденцию епископов Орловских и Севских «из Севска в губернский город Орёл переместить с обращением в Архиерейский дом Орловского третьеклассного Успенского монастыря» и монахов перевели в мценский Петропавловский монастырь. Для размещения епископа в 1825 году был построен двухэтажный кирпичный дом с мезонином и голландскими печами и с северной стороны пристроен корпус домовой Благовещенской церкви. В 1843—1845 гг. по заказу орловского губернатора А. В. Кочубея архитектором Н. Ефимовым была построена небольшая Троицкая церковь, ставшая родовой усыпальницей его семьи; здесь были погребены его мать, жена и двое сыновей (могилы утрачены).
Архиерейский дом упоминается в произведениях Н. С. Лескова «Мелочи архиерейской жизни» и И. А. Бунина «Жизнь Арсеньева».
В 1860 году было начато строительство Троицкого собора, освящённого в 1879 году.
К концу XIX века монастырь представлял собой обширный комплекс построек, включавший в себя административные, жилые и хозяйственные корпуса и пять действовавших храмов: Троицкий собор (1879), Успенскую церковь (1693), придельную с ней церковь Рождества Иоанна Предтечи (1700), Троицкую церковь-усыпальницу (1845) и домовую при архиерейском корпусе Благовещенскую церковь (1825).
На кладбище монастыря были похоронены многие известные лица, в их числе: барон Ф. К. Корф (1773—1823), граф Г. И. Чернышёв (1762—1831).

## Ликвидация и детская колония
После 1917 года архиерейский дом горел и был разграблен. В 1923 году он был окончательно закрыт, в 1930-х годах был взорван Троицкий собор 
. Пострадало монастырское кладбище: в 1920-е годы надгробия пошли на ремонт Банной плотины через Оку; в 1932 году оставшиеся надгробные памятники сбросили в реку.
После 1918 года комплекс бывшего архиерейского дома, подвергаясь перестройкам, использовался для размещения в нём различных учреждений. С 1950 по 1980 год здесь находилась детская воспитательно-трудовая колония. Кладбище было уничтожено в 1970-х гг. при строительстве автостоянки. К 1980 году постепенно были разрушены почти все храмы бывшего монастыря.
В 1980 году для пронесения олимпийского огня через Орёл была разрушена уникальная Успенская церковь XVII века
, которая была видна по пути следования факелоносцев.

## Возрождение монастыря

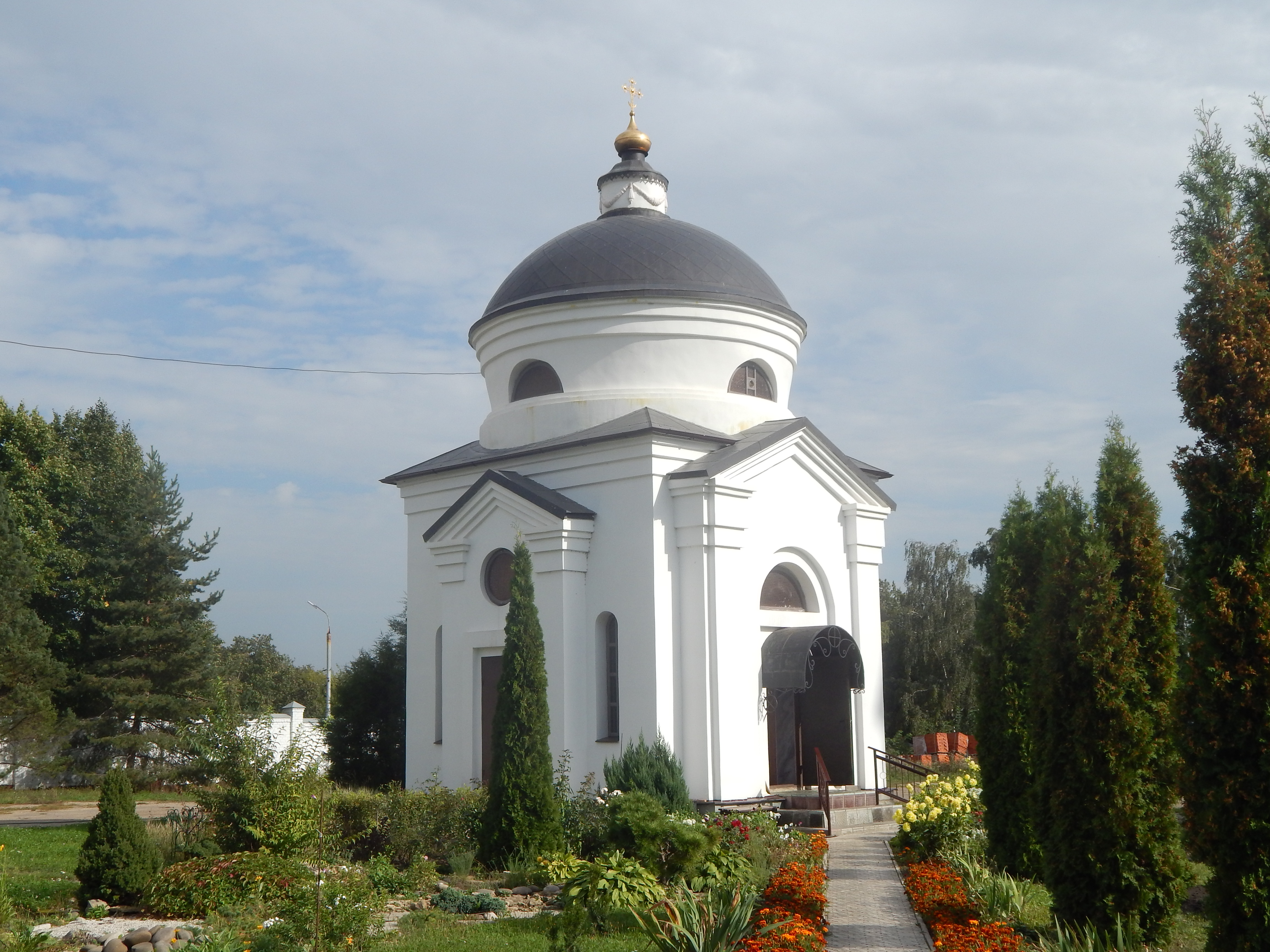
Часовня Александра Невского

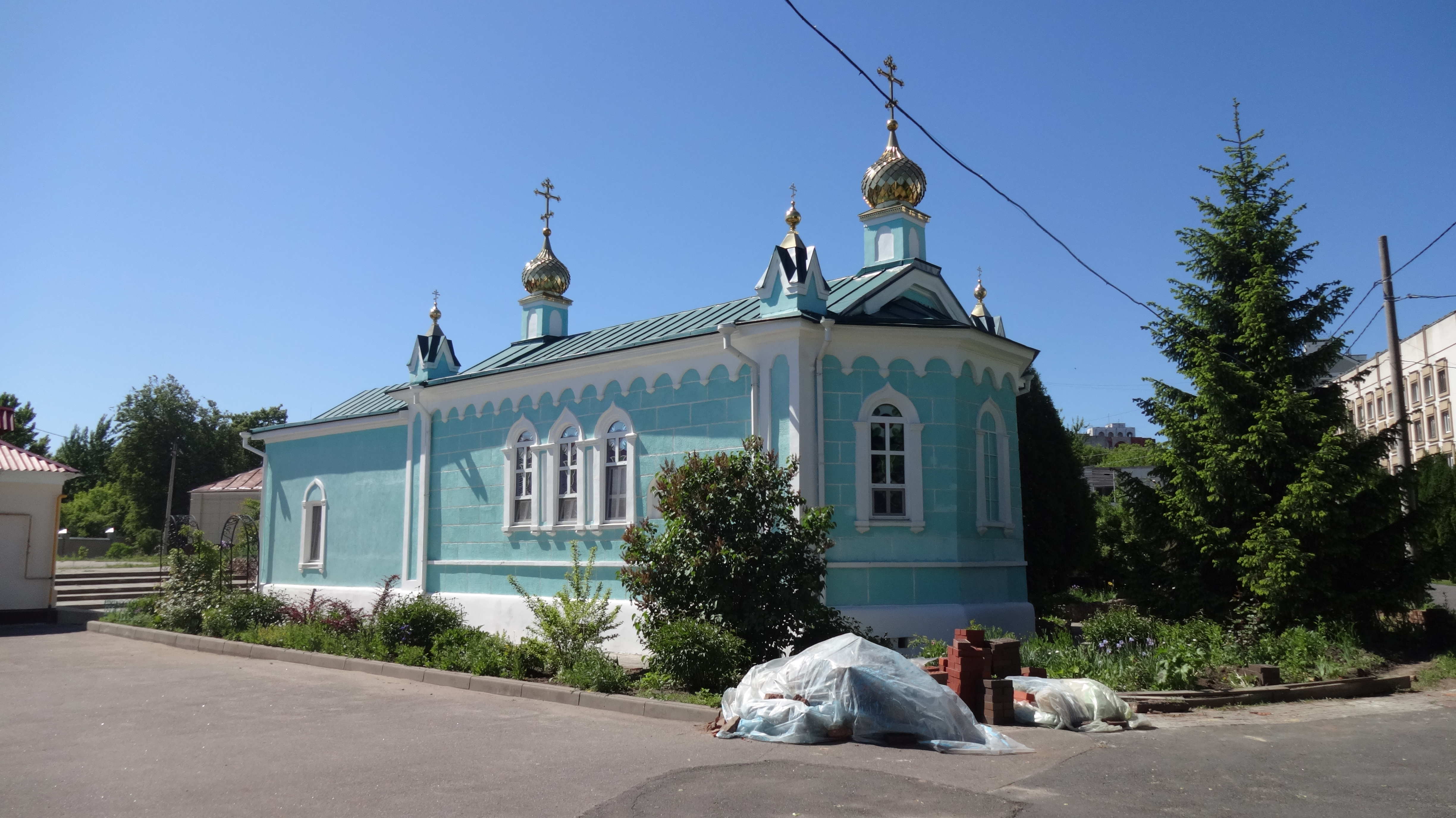
Троицкая церковь (усыпальница Кочубеев)

20 апреля 1992 года по решению мэра города Орла А. Г. Кислякова территория бывшего монастыря была передана Орловско-Брянской епархии. С 1996 года возобновлена монастырская жизнь. Монастырь вновь был открыт постановлением Священного синода Русской православной церкви от 9 июня 1998 года. Настоятелем был назначен иеромонах Корнилий (Головков).
Из строений архиерейского дома сохранилась лишь двуглавая Троицкая церковь-усыпальница, часть алтарных апсид Троицкого собора и остатки ограды, рядом с которой сохранился дом отца героя Отечественной войны 1812 года А. П. Ермолова. В 1992 г. проводились реставрационные работы усыпальницы, и 22 января 1993 г. восстановленная церковь была освящена епископом Орловским и Брянским Паисием. По проекту М. Б. Скоробогатова в 1997—2002 годах была возведена новая Успенская церковь.
В 2004 году на территории монастыря было закончено возведение часовни в честь Благоверного Князя Александра Невского. В 2006 году часовня была освящена. Под часовней находится артезианская скважина глубиной 148 метров. Здесь же воду освящают и предлагают прихожанам. Для сбора, хранения и освящения воды используется серебряная ёмкость.
В 2008 году было закончено строительство нового пятиглавого собора, освящённого в честь Казанской иконы Божией Матери.
В 2013 году архиепископом Орловским и Болховским был освящён закладной камень в основание строительства храма во имя Благовещения Пресвятой Богородицы. В настоящее время постройка храма продолжается.
В 2017 году городу Орлу вернули существовавшую до революции Монастырскую площадь, давшую название всему микрорайону («Монастырка»), по адресу которой теперь числится и сам монастырь, и архиерейский дом.
26 апреля 2019 года митрополит Орловский и Болховский Тихон освятил кресты строящегося Благовещенского храма.
26 июня 2019 года митрополит Орловский и Болховский Тихон совершил чин освящения креста строящейся часовни во имя великомученика и целителя Пантелеимона при Свято-Успенском монастыре Орла.
30 августа 2019 года на должность наместника Успенского монастыря города Орла, решением Священного Синода РПЦ, назначен иеромонах Кирилл (Саввин).
8 сентября 2019 года митрополит Орловский и Болховский Тихон совершил всенощное бдение в скиту Свято-Успенского монастыря во имя Архангела Гавриила.
11 сентября 2019 года за литургией в Казанском соборе обители, в день Усекновения главы Пророка, Предтечи и Крестителя Господня Иоанна, митрополит Тихон возвёл в сан игумена иеромонаха Кирилла и вручил ему игуменский посох.
7 ноября 2019 Состоялось заседание епархиального совета Орловской епархии. По итогам мероприятия, по благословению митрополита Тихона, благочинным монастырей епархии назначен наместник Свято-Успенского мужского монастыря города Орла игумен Кирилл (Саввин).

## Жизнь монастыря после возрождения
По состоянию на 2023 год в Успенском монастыре 10 насельников: и.о. наместника — игумен Тихон, 4 иеромонаха, 1 иеродиакон, 2 монаха, 1 инок, также к монастырю приписаны (несут богослужебную чреду) белые (женатые) клирики: 1 протоиерей, 1 иерей и 1 диакон. А также в монастыре несут послушания 2 трудника. 
В монастыре братия несёт послушания на свечном цеху, просфорне и подсобном хозяйстве — сады и огороды с несколькими теплицами, рыбный промысел в скиту.
По благословению митрополита Тихона в монастыре существует духовный собор, который состоит из опытных насельников монастыря в священном сане, под председательством исполняющего обязанности наместника монастыря игумена Тихона. 
Духовный собор созывается игуменом для рассмотрения всех важнейших дел монастырской жизни. 
Скит в честь Архангела Гавриила
У монастыря имеется два скита с подсобным хозяйством и рыбным промыслом: в Орловском районе — Скит в честь Архангела Михаила и Свердловском районе — в честь Архангела Гавриила. В скит Архангела Гавриила Владыка Тихон, летом 2019 года, совершил первый архипастырский визит и богослужение.
Духовником нашей обители является опытный иеромонах Антоний. Отец Антоний знаком с монашеской жизнью с 2000 года. Начал свой путь в Оптиной пустыни в качестве трудника. В Орловский Успенский монастырь прибыл в 2003 году, пострижен в 2005 в монашество, в честь преподобного Антония Римлянина, по благословению схиигумена Илия (Ноздрина). 
В иеродиакона рукоположён в 2007 году архиепископом Паисием. Священный сан отец Антоний принял в 2010 году, рукополагал — архиепископ Пантелеимон. За время пребывания в монастыре ревностно исполнял послушания вахтёра, трапезаря, свечника, пономаря, келаря, просфорника. 
Иеромонах Антоний зарекомендовал себя как опытного духовника прихожан и братии монастыря, многие годы наставляя братьев и сестёр во Христе в духовный вопросах.

## Наместники обители после возрождения
- 09.06.1998 г. — 1999 г. иеромонах Корнилий (Головков)
- 1999 г. — 2000 г. иеромонах Серафим (Звягин)
- 2000 г. — 10.06.2005 г. игумен Аввакум (Казуров)
- 10.06.2005 г. — 2007 г. архимандрит Феодосий (Фатич)
- 2008 г. — 20.03.2010 г. и. о. наместника иеромонах Ефрем (Боенко)
- 20.03.2010 — 07.2011 игумен Арсений (Поснов)
- 11.2011 — 2019 Ливенский и Малоархангельский Нектарий (Селезнёв)
- 30.08.2019 —  27.05.2022 Игумен Кирилл (Саввин)[7][8]
- н.вр. и.о. наместника Тихон (Гладких) (с 28 мая 2022 года)[9]